# (541114) 2018 RB15
(541114) 2018 RB15 es un asteroide perteneciente al cinturón de asteroides descubierto el 19 de julio de 2007 por el equipo del Mount Lemmon Survey desde el Observatorio del Monte Lemmon, Arizona, Estados Unidos.

## Designación y nombre
Designado provisionalmente como 2018 RB15.

## Características orbitales
2018 RB15 está situado a una distancia media del Sol de 2,365 ua, pudiendo alejarse hasta 2,880 ua y acercarse hasta 1,850 ua. Su excentricidad es 0,217 y la inclinación orbital 6,077 grados. Emplea 1328,68 días en completar una órbita alrededor del Sol.

## Características físicas
La magnitud absoluta de 2018 RB15 es 17,7. 